# Genetancylis
Genetancylis là một chi bướm đêm thuộc phân họ Tortricinae của họ Tortricidae.

## Các loài
- Genetancylis homalota Razowski, 1995